# 坂梨由芽
坂梨 由芽（さかなし ゆめ、1994年8月3日 - ）は、日本の女優、スタントウーマン、スーツアクター。広島県出身。ジャパンアクションエンタープライズ所属。
アクションクルーや『仮面ライダー電王 プリティ電王とうじょう!』の仮面ライダープリティ電王などの活躍を経て、『王様戦隊キングオージャー』のカマキリオージャー役で初レギュラーを担当。

## 人物
JAE第46期生。
趣味・特技はダンス、バイオリン演奏、スキューバダイビング。

## 出演
※太字はメインキャラクター

### テレビドラマ
- 世にも奇妙な物語 秋の特別編「ずっとトモダチ」（2016年、フジテレビ） - 女子高生吹替え[1]
- 日曜ドラマ「視覚探偵 日暮旅人」（2017年、日本テレビ） - 吹き替え[1]
- テッパチ!（2022年、フジテレビ）

### テレビ番組
- 珍種目No.1は誰だ!? ピラミッド・ダービー（2017年、TBS）

### 特撮テレビドラマ
- 仮面ライダーシリーズ（テレビ朝日）
  - 仮面ライダーゴースト（2015年 - 2016年）
  - 仮面ライダーエグゼイド（2016年 - 2017年）
  - 仮面ライダービルド（2017年 - 2018年）
  - 仮面ライダージオウ（2018年 - 2019年） - ヒューマノイズ（第23話）
  - 仮面ライダーゼロワン（2019年 - 2020年）
  - 仮面ライダーセイバー（2020年 - 2021年）
  - 仮面ライダーリバイス（2021年 - 2022年）
- スーパー戦隊シリーズ（テレビ朝日）
  - 動物戦隊ジュウオウジャー（2016年 - 2017年）
  - 宇宙戦隊キュウレンジャー（2017年 - 2018年）
  - 騎士竜戦隊リュウソウジャー（2019年 - 2020年）
  - 魔進戦隊キラメイジャー（2020年 - 2021年）
  - 機界戦隊ゼンカイジャー（2021年 - 2022年）
  - 暴太郎戦隊ドンブラザーズ（2022年 - 2023年） - オニシスター（未来 / 第43話）[5]
  - 王様戦隊キングオージャー（2023年 - 2024年） - カマキリオージャー[6][3]
  - 爆上戦隊ブンブンジャー（2024年 - 2025年） - ブンピンク[7][4]、チャンピオンブンピンク[4]、クルマジュウグルマー[4]
  - ナンバーワン戦隊ゴジュウジャー（2025年 - ）

### 配信ドラマ
- スーパー戦隊シリーズ
  - 魔進戦隊キラメイジャースピンオフ ヨドンナ（2021年、東映特撮ファンクラブ）
    - ヨドンナ
    - ヨドンナ2

  - 機界戦隊ゼンカイジャー スピンオフ ゼンカイレッド大紹介!（2021年、TELASA）
- 仮面ライダーゲンムズ スマートブレインと1000%のクライシス（2022年、東映特撮ファンクラブ）

### 映画
- 仮面ライダーシリーズ（東映）
  - 仮面ライダー平成ジェネレーションズ Dr.パックマン対エグゼイド&ゴーストwithレジェンドライダー（2016年）
  - 仮面ライダー×スーパー戦隊 超スーパーヒーロー大戦（2017年）
  - 仮面ライダー平成ジェネレーションズ FINAL ビルド&エグゼイドwithレジェンドライダー（2017年）
  - 平成仮面ライダー20作記念 仮面ライダー平成ジェネレーションズ FOREVER（2018年）
  - 劇場版 仮面ライダージオウ Over Quartzer（2019年）
  - 仮面ライダー 令和 ザ・ファースト・ジェネレーション（2019年）
  - 仮面ライダー電王 プリティ電王とうじょう!（2020年） - 仮面ライダープリティ電王[8][3]
  - 劇場版 仮面ライダーゼロワン REAL×TIME（2020年）
  - セイバー+ゼンカイジャー スーパーヒーロー戦記（2021年）
  - 劇場版 仮面ライダーリバイス バトルファミリア（2022年）
  - 仮面ライダーギーツ×リバイス MOVIEバトルロワイヤル（2022年）
  - 映画 仮面ライダーギーツ 4人のエースと黒狐（2023年）
- スーパー戦隊シリーズ（東映）
  - 劇場版 動物戦隊ジュウオウジャーVSニンニンジャー 未来からのメッセージ from スーパー戦隊（2017年）
  - 宇宙戦隊キュウレンジャー THE MOVIE ゲース・インダベーの逆襲（2017年）
  - 騎士竜戦隊リュウソウジャー THE MOVIE タイムスリップ!恐竜パニック!!（2019年）
  - 劇場版 騎士竜戦隊リュウソウジャーVSルパンレンジャーVSパトレンジャー（2020年）
  - 魔進戦隊キラメイジャー エピソードZERO（2020年）
  - 魔進戦隊キラメイジャー THE MOVIE ビー・バップ・ドリーム（2021年）
  - 機界戦隊ゼンカイジャー THE MOVIE 赤い戦い! オール戦隊大集会!!（2021年）
  - 暴太郎戦隊ドンブラザーズ THE MOVIE 新・初恋ヒーロー（2022年）
  - 映画 王様戦隊キングオージャー アドベンチャー・ヘブン （2023年）
  - 爆上戦隊ブンブンジャー 劇場BOON! プロミス・ザ・サーキット（2024年）
  - ナンバーワン戦隊ゴジュウジャー 復活のテガソード（2025年）
- 大コメ騒動（2021年）
- 夕方のおともだち（2022年）

### オリジナルビデオ
- 仮面ライダーシリーズ（東映ビデオ）
  - ドライブサーガ 仮面ライダーマッハ/仮面ライダーハート（2016年） - 吹き替え[1]
  - 仮面ライダージオウ NEXT TIME ゲイツ、マジェスティ（2020年）
  - ゼロワン Others 仮面ライダー滅亡迅雷（2021年）
  - リバイスForward 仮面ライダーライブ&エビル&デモンズ（2023年）
  - 仮面ライダーギーツ ジャマト・アウェイキング（2024年）
- スーパー戦隊シリーズ（東映ビデオ）
  - 帰ってきた動物戦隊ジュウオウジャー お命頂戴!地球王者決定戦（2017年）
  - ルパンレンジャーVSパトレンジャーVSキュウレンジャー（2019年）
  - 機界戦隊ゼンカイジャーVSキラメイジャーVSセンパイジャー（2022年）
  - 暴太郎戦隊ドンブラザーズVSゼンカイジャー（2023年）
  - 王様戦隊キングオージャーVSドンブラザーズ（2024年）
  - 王様戦隊キングオージャーVSキョウリュウジャー（2024年）
  - 爆上戦隊ブンブンジャーVSキングオージャー（2025年） - ブンピンク[4]、カマキリオージャー[4]

### 舞台・ショー
- シアターGロッソ
  - 動物戦隊ジュウオウジャー（2015年 - 2016年）
  - 宇宙戦隊キュウレンジャー（2017年 - 2018年） -カメレオングリーン
  - 魔進戦隊キラメイジャー（2020 - 2021年） -キラメイグリーン
  - 機界戦隊ゼンカイジャー（2021年 - 2022年） -マジーヌ
  - 爆上戦隊ブンブンジャー ヒーローショー 第4弾 宇宙を越える熱き絆！爆アゲ！Gロッソ FINAL LAP!!（2025年） - ブンピンク[9]